# Scooby-Doo : Les Jeux monstrolympiques
Scooby-Doo : Les Jeux monstrolympiques (Scooby-Doo! Spooky Games) est un film américain réalisé par Mark Banker, sorti le 17 juillet 2012.

## Synopsis
Alors qu'ils sont poursuivis par un monstre, Sammy et Scooby Doo font irruption aux qualifications d'athlétisme pour les jeux olympiques de Londres. Stimulés par la peur, ils battent facilement tous les coureurs de 100 mètres. Leur performance ne passe pas inaperçue et Diane, qui est en charge de l'organisation des jeux, demande à Sammy d'y participer...

## Fiche technique
- Titre : Scooby-Doo : Les Jeux monstrolympiques
- Réalisateur : Mark Banker
- Société de production : Warner Bros.
- Pays d'origine :  États-Unis
- Langue : anglais
- Genre : comédie
- Durée : 22 minutes
- Dates de sortie : 17 juillet 2012

## Distribution
- Frank Welker : Scooby-Doo, Fred Jones
- Grey DeLisle : Daphné Blake
- Matthew Lillard : Sammy Rogers
- Mindy Cohn : Véra Dinkley